# Емили Дикинсън
Емили Елизабет Дикинсън (на английски: Emily Elizabeth Dickinson) е американска поетеса.
Тя е автор на около 1800 стихотворения, от които приживе са отпечатани не повече от десетина (повечето източници назовават от седем до десет). Даже и това, което публикува, е подложено на сериозна редакторска преработка, за да се приведат стиховете ѝ в съответствие с поетическите норми на времето. Стиховете на Дикинсън нямат аналог в поезията на своето време. Много от тях съдържат непривична пунктуация и главни букви. Голяма част от стиховете съдържат мотива на смъртта и безсмъртието, от който са проникнати писмата на поетесата към приятелите ѝ.
Въпреки че повечето от нейните познати знаят, че Дикинсън пише стихове, мащабите на творчеството ѝ стават известни едва след нейната смърт, когато по-малката ѝ сестра Лавиния открива непубликуваните произведения през 1886 година. Първото събрание на поезията ѝ е публикувано през 1890 г., а стиховете са подложени на много редакторски промени; пълно и почти нередактирано издание прави Томас Джонсън през 1955 г. Въпреки че публикуваните стихове предизвикват неблагоприятни отзиви на критиката в края на XIX и началото на XX век, в наши дни Емили Дикинсън е считана за един от най-великите американски поети.

## Тинейджърски години
Дикинсън прекарва седем години в Академията, като учи часове по английски език и класическа литература, латински, ботаника, геология, история, „умствена философия“ и аритметика. Даниел Тагарт Фиске, директор на училището по това време, по-късно ще си припомни, че Дикинсън е била „много умна“ и „отличен учен, с образцова депортация, верен във всички училищни задължения“. Въпреки че имаше няколко почивни дни поради болест – най-дългата от които беше през 1845 – 1846 г., когато беше записана само за единадесет седмици – тя се радваше на напрегнатото си обучение, пишейки на приятел, че Академията е „много изящно училище“.
Дикинсън е била обезпокоена от най-ранна възраст от „задълбочаващата се заплаха“ на смъртта, особено смъртта на тези, които са били близо до нея. Когато София Холанд, нейна втора братовчедка и близка приятелка, се разболява от тиф и умира през април 1844 г., Емили е травмирана. Припомняйки инцидента две години по-късно, Емили пише, че „и на мен ми се струва, че трябва да умра, ако не ми бъде позволено да я бдя или дори да погледна лицето ѝ“. Тя става толкова меланхолична, че родителите ѝ я изпращат да остане при семейството си в Бостън, за да се възстанови. След възстановяване на здравето и настроението, тя скоро се завръща в Академия Амхърст, за да продължи обучението си. През този период тя се запознава с хора, които ще станат нейни приятели за цял живот, като Абиа Рут, Аби Ууд, Джейн Хъмфри и Сюзън Хънтингтън Гилбърт (която по-късно се омъжва за брата на Емили – Остин).